# Otto von Solms
Otto von Solms (* im 14. Jahrhundert; † 1359) war Domherr in Münster.

## Leben

### Herkunft und Familie
Otto von Solms entstammte dem Hochadelsgeschlecht Solms und war der Sohn des Grafen Heinrich zu Solms, genannt von Ottenstein († 1353), und dessen Gemahlin Sophia von Ahaus († 1358), Tochter des Otto von Ahaus-Ottenstein. Sein Bruder Johann war in Zwist mit dem Hochstift Münster, der 1395 in der münsteranischen Belagerung der vom Vater erheirateten Burg Ottenstein gipfelte, die ein Jahr andauerte und schließlich zur Gefangensetzung des Solmser Grafen und dem Verlust der Burg führte.
Ottos Bruder Heinrich war Dompropst in Münster, Simon münsterscher Domherr. Lisa, seine Schwester, war Äbtissin in Nottuln.

### Wirken
Otto war von 1352 an als Domherr zu Münster tätig und blieb bis zu seinem Tod in diesem Amt. Er besaß auch ein Kanonikat am Kollegiatstift in Oldenzaal. Über seinen weiteren Lebensweg gibt die Quellenlage keinen Aufschluss.